# Neogüelfos

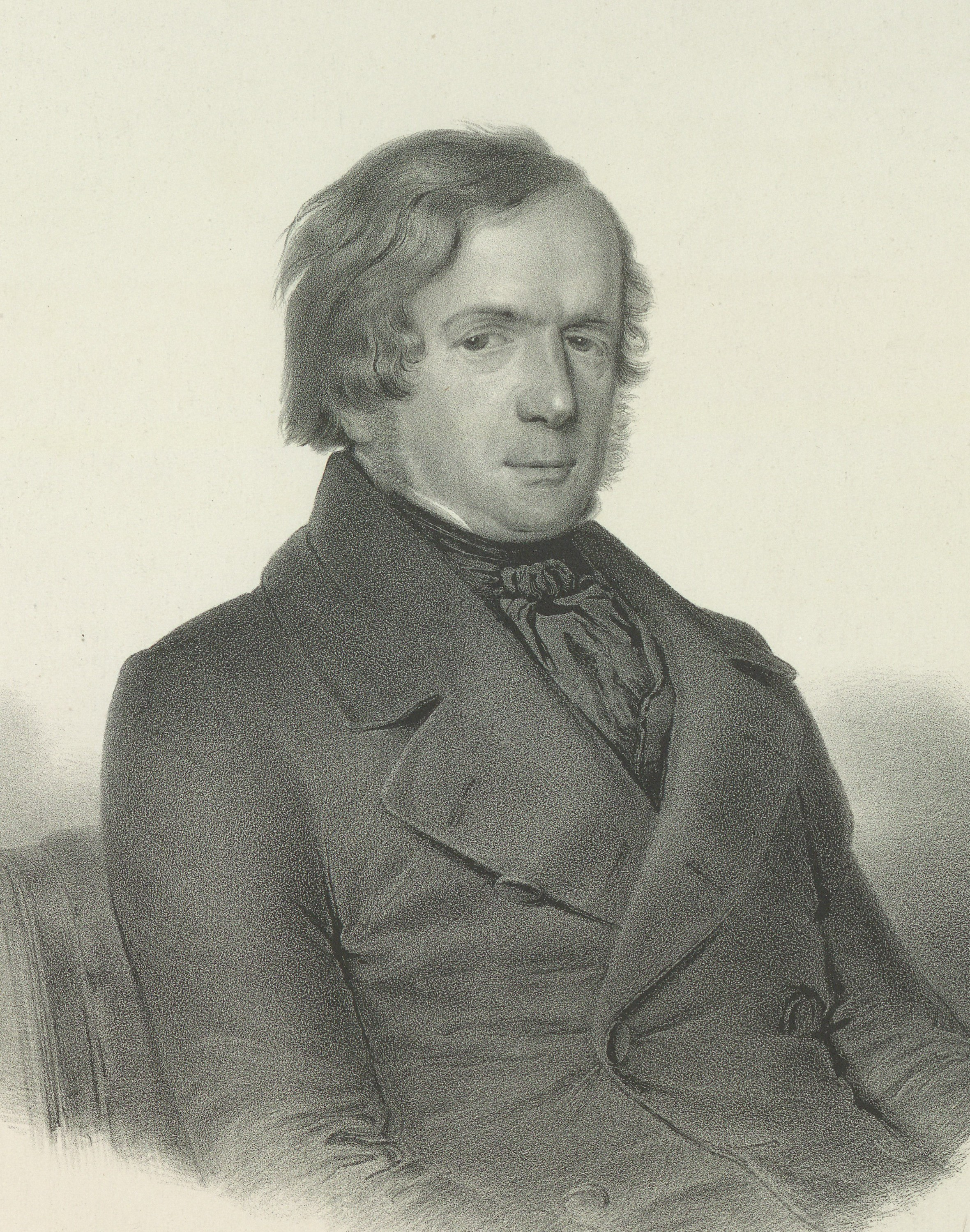
Retrato de Vincenzo Gioverti

Los neogüelfos eran una corriente moderada burguesa. El líder de esta corriente fue el político y filósofo italiano Vincenzo Gioberti. Eran monárquicos y católicos. El objetivo de quienes adscribían a esta corriente era hacer que Italia fuese una confederación de Estados, bajo la dirección del Papa. Participaron en el proceso de unificación de Italia.
- Datos: Q969143